# シタルスキー (小惑星)
シタルスキー (2042 Sitarski) は、小惑星帯に位置する小惑星である。パロマー天文台のトム・ゲーレルスとライデン天文台のファン・ハウテン夫妻が発見した。
彗星の運動に関する非重力効果の研究などで知られる、ポーランド人の天文学者グルジェゴルツ・シタルスキーに因んで名付けられた。